# Harmonic Divergence
『Harmonic Divergence』は、テレビシリーズ『バフィー 〜恋する十字架〜』のコミック版。

## 概要
第8シーズンの第21作目である。アメリカ合衆国ではダークホースコミックス社から2009年1月7日にコミックとして発行された。その後、同年9月30日に発売の同社のグラフィック・ノベル『Predators and Prey』に第1章として収録された。

## ストーリー
バフィーの旧敵ハーモニーはバンパイアであることを公にし、スターになっていた。一方、バフィーはロサンゼルス在住のスレイヤーに連絡を取り、ハーモニーの暗殺を企てるが、逆に刺客であるスレイヤーが殺されてしまう。

## 登場人物
バフィー・アン・サマーズ
バンパイア・スレイヤー
ハーモニー・ケンドール
バンパイア。バフィーの旧敵。
クレム
悪魔。ハーモニーの付き人。